# Isomeria d'enllaç
La isomería d'enllaç és l'existència d'uns compostos de coordinació que tenen la mateixa composició, diferint en la connectivitat del metall a un lligand.

## Història
El primer exemple que es disposa d'isomeria d'enllaç té la fórmula [Co(NH₃)₅(NO₂)]Cl₂. El complex catiònic de cobalt existeix en dos isòmers d'enllaç separables. A partir de l'any 1907 es va explicar la diferència estructural.

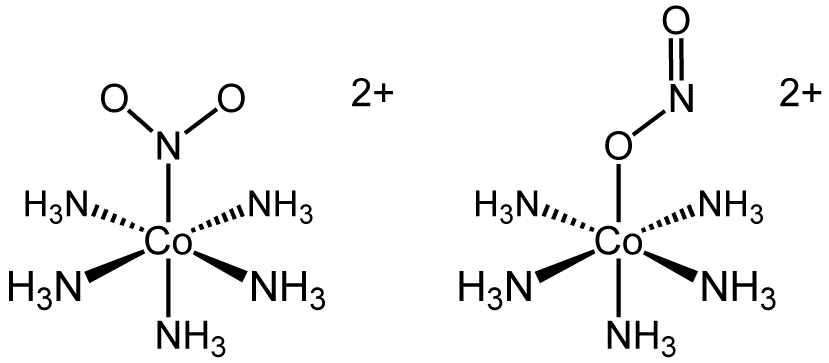
Estructures dels dos isòmers d'enllaç del [Co(NH₃)₅(NO₂)]^{2+}.

Lligands típics que donen origen a isomeria d'enllaç són:
- tiocianat, SCN-
- selenocianat, SeCN-
- nitrit, NO₂-
- sulfit, SO₃2-

Exemples d'isòmers d'unió són el [(NH₃)₅Co-SCN]2+ de color viola, i el [(NH₃)₅Co-NCS]2+ de color taroja.